# Félix Salvage
Félix Salvage est un homme politique français né le 22 août 1796 à Saint-Martin-Valmeroux (Cantal) et mort le 3 avril 1863 à Paris (9e arrondissement).

## Biographie
Fils de Jean Félix Augustin Salvage (mort en 1843), Félix Paul Marie est avocat à Riom et à Clermont-Ferrand. Député du Cantal de 1831 à 1848, il siège au centre gauche, avant de rejoindre la majorité soutenant la Monarchie de Juillet. Il est vice-président de la Chambre. Il est président du tribunal civil de Mauriac en 1837 et conseiller général du canton de Salers en 1846.